# Zombiecomputer

(1) Spammer's website (2) Spammer (3) Spamware (4) Geïnfecteerde computers (5) Virus of Trojaans paard (6) Mail servers (7) Gebruikers (8) Webverkeer

Een zombiecomputer (vaak afgekort tot zombie) is een computer met internetverbinding, die is overgenomen door een hacker, computervirus of Trojaans paard. Zombiecomputers maken doorgaans deel uit van een botnet en worden gebruikt voor malafide praktijken zoals het versturen van spam. De term zombie komt van het idee dat de eigenaar van de computer zich vaak niet bewust is van het feit dat zijn computer is overgenomen en voor dit soort doeleinden wordt gebruikt.
Zombiecomputers staan onder andere bekend om de grote hoeveelheid spam die ze versturen. Sinds 2005 komt ongeveer 50% tot 80% van alle spam van zombiecomputers. Spammers kunnen door gebruik te maken van zombiecomputers voorkomen dat ze makkelijk op te sporen zijn en reduceren de kosten van hun bandbreedte daar de eigenaar van de zombiecomputer voor zijn bandbreedte betaalt. Behalve voor spam worden zombiecomputers vaak gebruikt voor klikfraude en phishing. Zombies kunnen tevens worden gebruikt voor het uitvoeren van DDoS-aanvallen.

## Bestrijding tegen zombiecomputers
Er zijn verschillende manieren om te voorkomen dat een computer een zombiecomputer wordt, zoals het installeren van een goede virus- en spywarescanner, het gebruiken van een firewall en verwijderen van verdachte e-mails, het opletten bij downloaden van programma's van onbekende bronnen en bijlagen die per mail worden doorgestuurd. Tevens worden netwerk intrusion-prevention systems gebruikt voor het voorkomen, opsporen en blokkeren van zombiecomputers. Het blokkeren van IRC-poorten 6660-6669 is een alternatieve methode om een computer te beschermen, daar het de communicatie tussen een geïnfecteerde computer en de computer van een hacker via IRC verstoort.

## Smartphones
Begin juli 2009 ontstonden de eerste botnets die de besturingssystemen van mobiele netwerkapparatuur op de explosief groeiende smartphone-markt konden infecteren. Een voorbeeld is de in juli 2009 verspreide "Sexy Space"-tekstberichtenworm, de eerste botnet-sms-worm ter wereld, die het besturingssysteem Symbian voor Nokia-smartphones infecteerde. Later die maand onthulde onderzoeker Charlie Miller tijdens de Black Hat Briefings computerbeveiligingsconferentie een ontwerp voor een tekstberichtenworm voor de iPhone. In juli 2009 werden BlackBerry-smartphones van consumenten in de Verenigde Arabische Emiraten besmet met het spywarevirus Etisalat. In de jaren 2010 bleef de beveiligingsgemeenschap nog steeds verdeeld over de dreiging die van mobiele botnets uitgaat. In een interview met The New York Times in augustus 2009 zei cyberbeveiligingsadviseur Michael Gregg: "We zijn met de smartphone op hetzelfde punt beland als waar we in de jaren 80 met de desktops waren."